# Cubisme

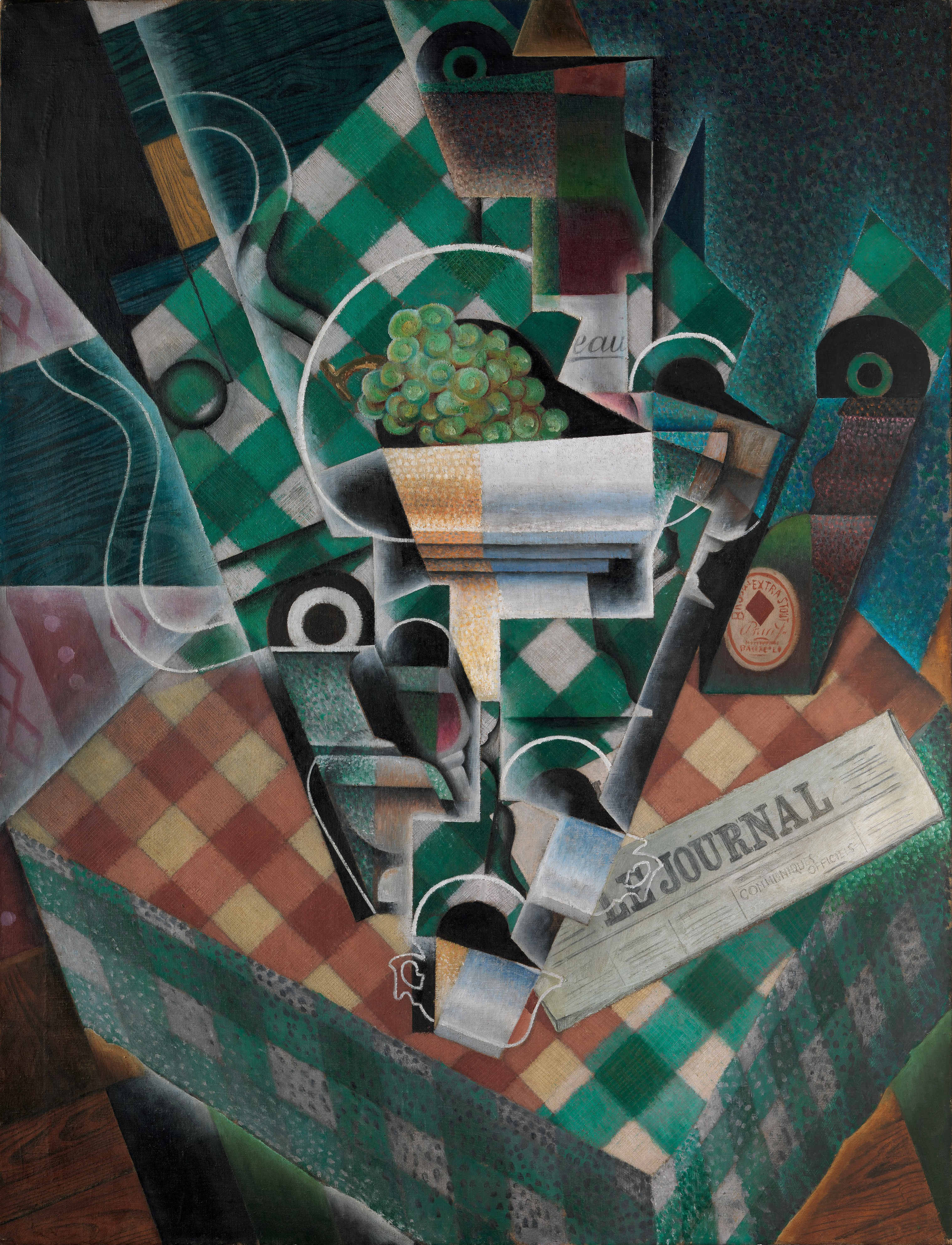
Juan Gris, Nature morte à la nappe à carreaux (Still Life with Checkered Tablecloth), 1915, huile sur toile (116.5 x 89.3 cm), Metropolitan Museum of Art (le Met), New York.

Le cubisme est un mouvement artistique du début du XXe siècle, qui constitue une révolution dans la peinture et la sculpture, et influence également l'architecture, la littérature et la musique. Produites essentiellement dans la région parisienne, les œuvres cubistes représentent des objets analysés, décomposés et réassemblés en une composition, comme si l'artiste multipliait les différents points de vue. Elles partagent également une récurrence des formes géométriques et du thème de la modernité.
Développé à partir de 1907 à l'initiative des peintres Pablo Picasso, Georges Braque et dans une certaine mesure Auguste Herbin (« précubisme »), le cubisme connaît son apogée lors de la période dite du cubisme analytique (1910-1912) avec des œuvres d'artistes comme Juan Gris, Jean Metzinger, Albert Gleizes, Robert Delaunay, Sonia Delaunay-Terk, Henri Le Fauconnier, Eugène-Nestor de Kermadec et Fernand Léger. Suivi par le cubisme synthétique et l'orphisme (1912) puis interrompu pendant la Grande Guerre (1914 à 1918), le mouvement demeure actif jusqu'au milieu des années 1920, notamment grâce au soutien des marchands d'art Léonce Rosenberg et Daniel-Henry Kahnweiler. Il cède ensuite la place à de nouveaux courants d'avant-garde : le mouvement dada, l'abstraction géométrique, le surréalisme, De Stijl ou encore l'Art déco.
Le cubisme a connu un succès important à travers le monde, donnant parfois lieu à l'élaboration de variantes nationales telles que le cubisme tchécoslovaque. S'il est surtout connu comme mouvement pictural, la sculpture a joué un rôle important dans le développement du mouvement. Après Pablo Picasso, initiateur de la sculpture cubiste dès 1909 (Tête de Fernande), les principaux sculpteurs cubistes sont Alexandre Archipenko, Joseph Csaky, Raymond Duchamp-Villon, Jacques Lipchitz, Henri Laurens, Pablo Gargallo et Ossip Zadkine.

## L'origine du mot
D'après le marchand d'art Wilhelm Uhde, le terme « cubisme » est un néologisme inventé par Max Jacob, qui participait, en juin 1907, avec Pablo Picasso et la compagne de celui-ci Fernande Olivier, Guillaume Apollinaire et Marie Laurencin, à de joyeuses réunions animées par le haschich et les discours du mathématicien Maurice Princet. En 1908, au cours d'une réflexion, Henri Matisse qualifie de « cubiste » le tableau de Georges Braque, Maisons à l'Estaque (1907-1908). L'idée est ensuite relayée par le critique d'art Louis Vauxcelles qui, pour décrire ces demeures géométriques, parle de « petits cubes ». Auparavant, dans un contexte similaire, le critique Louis Chassevent, dans son article de 1906 sur Les Artistes indépendants, définit alors Jean Metzinger comme « un mosaïste comme Signac, mais il est plus précis dans sa découpe des cubes de couleurs, qui semblent avoir été fabriqués par une machine ».

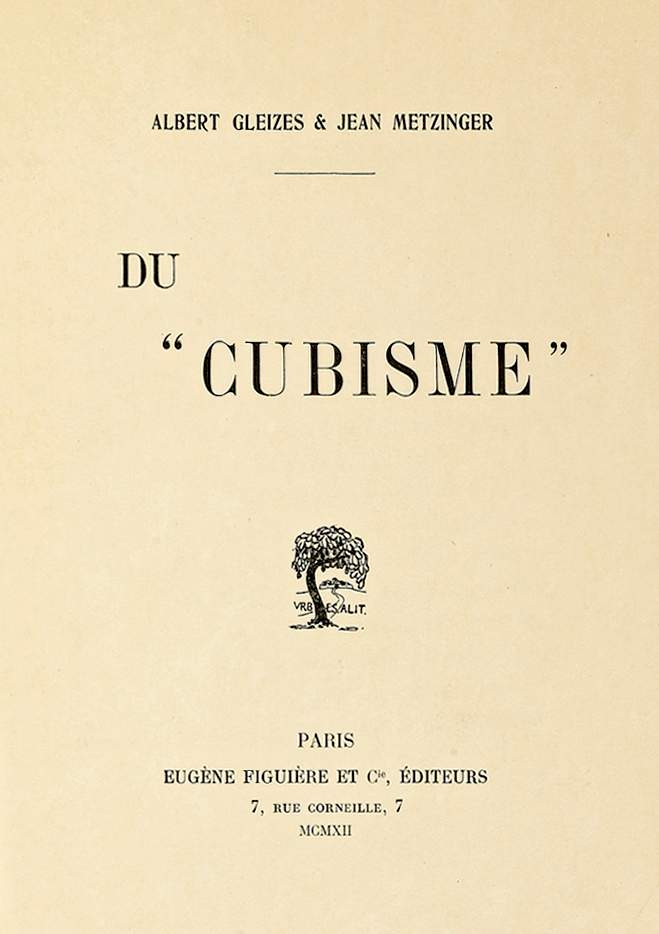
Du "Cubisme", 1912, Albert Gleizes, Jean Metzinger, Eugène Figuière éditeur ; le premier manifeste cubiste publié en anglais et en russe en 1913.

L'usage général du terme « cubisme » date de 1911, principalement en référence à Metzinger, Gleizes, Delaunay et Léger. En 1911, le poète et critique Guillaume Apollinaire accepte le terme au nom d'un groupe d'artistes invités à exposer aux Indépendants de Bruxelles. Du “Cubisme”, écrit par Albert Gleizes et Jean Metzinger, est publié en 1912 dans un effort pour dissiper la confusion qui fait rage autour du mot, et comme un moyen de défense majeur du cubisme, qui avait causé un scandale public à la suite du Salon des indépendants de 1911 et du Salon d'automne de 1912. Clarifiant leurs objectifs en tant qu'artistes, ce travail est le premier traité théorique sur le cubisme et il reste encore le plus clair et le plus intelligible.
Le résultat, non seulement une collaboration entre ses deux auteurs, reflète des discussions du cercle d'artistes qui se sont réunis à Puteaux et Courbevoie. Il reflète les attitudes des « artistes de Passy », qui comprenaient Picabia et les frères Duchamp, à qui certains de ces passages ont été lus avant publication. Le concept développé dans Du “Cubisme” d'observer un sujet à partir de différents points dans l'espace en même temps, c'est-à-dire l'acte de se déplacer autour d'un objet pour le saisir à partir de plusieurs angles successifs fusionnés en une seule image (des points de vue multiples, la perspective mobile, ou simultanéité), est maintenant un phénomène généralement reconnu pour décrire le cubisme,,,.
Le manifeste Du “Cubisme” par Metzinger et Gleizes a été suivi en 1913 par Les Peintres cubistes. Méditations esthétiques, une collection de réflexions et de commentaires de Guillaume Apollinaire. Apollinaire avait été étroitement associé à Picasso depuis 1905, et à Braque depuis 1907, mais a donné autant d'attention à des artistes tels que Metzinger, Gleizes, Delaunay, Picabia et Duchamp.

## Histoire

### Le précubisme (1904-1911)

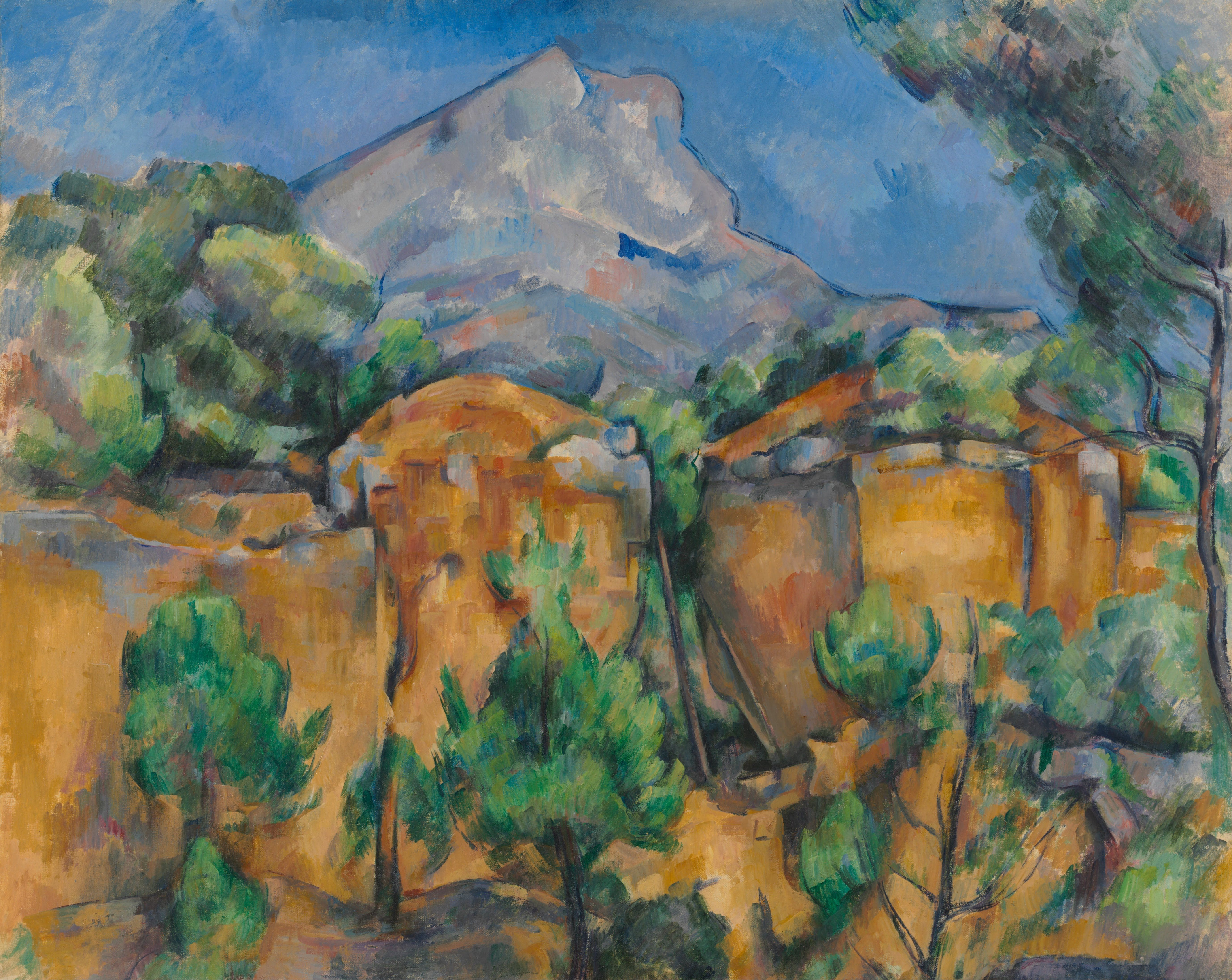
Paul Cézanne, 1897, Montagne Sainte-Victoire, huile sur toile (65 × 81 cm), Baltimore Museum of Art, Baltimore (Maryland).

La période qui précède l'invention du cubisme est qualifiée par les historiens de l'art de « précubisme » ou « proto-cubisme ». Elle s'étend de 1904 à début 1911, qui voit le cubisme se structurer en un mouvement artistique.

#### L'influence de Cézanne et de «l'art nègre»
Le cubisme prend essentiellement sa source dans les travaux de Paul Cézanne, qui cherche à créer un nouvel espace pictural non basé sur une simple imitation du réel. Inspiré par les arts premiers, alors en vogue et qui remettent en cause la tradition picturale occidentale, Cézanne tente de représenter la réalité d'une manière inédite.
Dans une lettre du peintre à Émile Bernard datée du 15 avril 1904, il expose une conception de l'œuvre picturale qui pose les jalons des théories cubistes :

« Traitez la nature par le cylindre, la sphère, le cône, le tout mis en perspective ; soit que chaque côté d'un objet, d'un plan, se dirige vers un point central. »

Dès 1906, Georges Braque étudie méthodiquement les lignes de contour des tableaux de Cézanne et aboutit progressivement à des compositions qui utilisent de légères interruptions dans les lignes, comme dans Nature morte au pichet (1906-1907) et Maisons à l'Estaque (1907). En 1907, une grande exposition est consacrée à ce dernier, mort en octobre 1906 ; Picasso y assiste et y trouve une source de motivation. Sa correspondance avec Émile Bernard, qui comprend ses théories sur la composition picturale, est alors publiée. L'influence de Cézanne sur les premiers cubistes, dont Picasso, Braque et Metzinger, est telle que certains historiens de l'art parlent d'une période « cézannienne » du cubisme pour désigner les œuvres réalisées avant 1910.
L'art africain traditionnel (alors appelé « art nègre ») a également nourri l'imagination et l'inspiration des premiers peintres cubistes. Max Jacob, racontant l'invention du cubisme, évoque l'importance qu'aurait eue une statuette africaine pour Picasso : « Aucun mathématicien n'a servi le cubisme et Apollinaire a été aussi surpris que moi de sa naissance. Le cubisme est né un matin, ou plutôt un soir. Apollinaire, Picasso et moi dinions chez Matisse, lequel montra une statuette nègre. Picasso la regarda longuement et le lendemain en arrivant au 13 de la rue Ravignan, je trouvai sur le plancher de grandes feuilles de papier, études au trait du canon nègre. À partir de ce jour, Picasso s'enfonça dans la méditation et le silence… Bien entendu Apollinaire mit de la très belle littérature autour de ce chou nouveau, comme il en avait mis autour des arlequins. Je crois que ceci se passait en 1906. »
Ce qui a intéressé les cubistes dans l'art traditionnel africain est la méthode de construction à partir de formes simples et d'éléments limités. Les figures, les visages et les objets sont composés de formes élémentaires pures, des cercles, des traits, etc. Néanmoins, malgré des compositions simples, de ces productions émanent des forces, une magie particulière, un expressionnisme peut-être rudimentaire mais au moins tout aussi puissant.

#### Les Demoiselles d'Avignon(1907)
À partir de 1907, Braque et Picasso poursuivent leurs expérimentations et réalisent peu à peu des toiles qui tendent vers l'abstraction et témoignent de l'influence de Cézanne. Elles sont caractérisées par une recherche sur la géométrie et les formes représentées : tous les objets se retrouvent divisés et réduits en formes géométriques simples, souvent des carrés. Cela signifie qu'un objet n'est pas représenté tel qu'il apparaît visiblement, mais par des codes correspondant à sa réalité connue. La perspective traditionnelle est souvent inversée, avec des lignes brisées. Elles consistent aussi à représenter sur une toile en deux dimensions un objet de l'espace. Picasso décompose ainsi l'image en multiples facettes (ou cubes, d'où le nom de cubisme) et détruit les formes du réel pour plonger dans des figures parfois étranges (comme une figure représentée sur une moitié de face, et sur l'autre de côté).
Les Demoiselles d'Avignon ou Bordel d'Avignon, œuvre commencée au début de l'année 1907 et réalisée à Montmartre, dans son atelier du Bateau-Lavoir, est parfois considérée comme le premier tableau cubiste. Toutefois, selon le critique John Golding, le tableau ne serait pas à proprement parler un tableau cubiste dans la mesure où celui-ci tend trop vers l'abstraction, alors que le cubisme est selon lui une forme d'art réaliste. Des études de Marie Laurencin datant du printemps et de l'été 1907 montrent déjà la très grande influence du tableau de Picasso. Réciproquement, Picasso applique à son tableau la ligne entre les aplats que pratique la jeune peintre, admirée par Braque depuis des années.
Les Demoiselles d'Avignon a valu à Picasso l'appellation de « père fondateur du cubisme » ; à la fin des années 1950, celui-ci a parfois tenté de s'attribuer l'intégralité de la paternité du cubisme.

#### Les expérimentations de Braque
Collaborateur et ami de Picasso, qu'il rencontre dans son atelier à Paris en 1907, Georges Braque conduit également des expérimentations picturales inspirées par Cézanne ainsi que par le fauvisme, fondé en 1905. Impressionné par Les Demoiselles d'Avignon, dont il a pu suivre une partie de la réalisation, il répond au peintre par une toile achevée au printemps 1908, Le Grand Nu. Moins radicale que le tableau de Picasso, la toile fait néanmoins figure de précurseur du cubisme : la figure de la baigneuse est complètement déformée, l'arrière-plan est composé de pans aux découpes angulaires et de nouvelles couleurs font leur apparition (beiges, gris).
À l'été 1908, Braque séjourne dans le quartier de L'Estaque à Marseille, où Cézanne s'était réfugié durant la guerre de 1870 et était revenu par la suite. Il y réalise plusieurs tableaux en hommage à son inspirateur, dont les Maisons à l'Estaque (1908) et le Viaduc à l'Estaque (1908). Braque se distancie ici de l'imitation fidèle du réel pour représenter un espace propre à la toile : il élimine ainsi différents détails et simplifie la forme des bâtiments pour les réduire à de simples cubes.
Les tableaux de Braque sont toutefois refusés au Salon d'automne de 1908. Henri Matisse, qui fait alors partie du jury, qualifie de « cubistes » les Maisons de l'Estaque, bien qu'il désapprouve l'utilisation de formes et de schémas géométriques. Rival de Picasso, il considère que c'est ce tableau qui marque l'acte de naissance du cubisme, et non Les Demoiselles d'Avignon :

« Dans mon souvenir, c'est Braque qui a fait la première peinture cubiste. Il avait rapporté du Sud un paysage méditerranéen qui représente un village côtier en vue plongeante. Pour donner plus d'importance aux toits, qui étaient peu nombreux, […] de manière à les rendre lisibles dans le paysage […] il avait continué les signes qui représentent les toits par des lignes qui entraient dans le ciel et les avaient peintes dans le ciel. C'est vraiment la première peinture qui constitue l'origine du cubisme et nous la considérions comme quelque chose de radicalement nouveau pour laquelle nous avions de nombreuses discussions. Au même moment dans l'atelier de Braque, rue d'Orsel, il y avait une grande toile qui avait été commencée dans le même esprit et qui représente une femme assise. »

#### Structuration du mouvement cubiste (1909-1910)
En 1908, le jeune peintre espagnol Juan Gris rejoint son ami Picasso au Bateau-Lavoir.
Quelques-uns des tableaux peints par Braque à l'Estaque sont rassemblés et présentés en 1909 par Daniel-Henry Kahnweiler dans sa galerie parisienne ; il s'agit là de la première exposition personnelle de Braque. La préface du catalogue de l'exposition est réalisée par le poète Guillaume Apollinaire, ami du peintre. L'exposition comprend également des œuvres de Picasso, André Derain et Kees van Dongen.
Les techniques employées par les cubistes font de nombreux émules tels que Francis Picabia, Constantin Brancusi, Sonia et Robert Delaunay, Albert Gleizes.

### Le cubisme analytique (1910-1912)

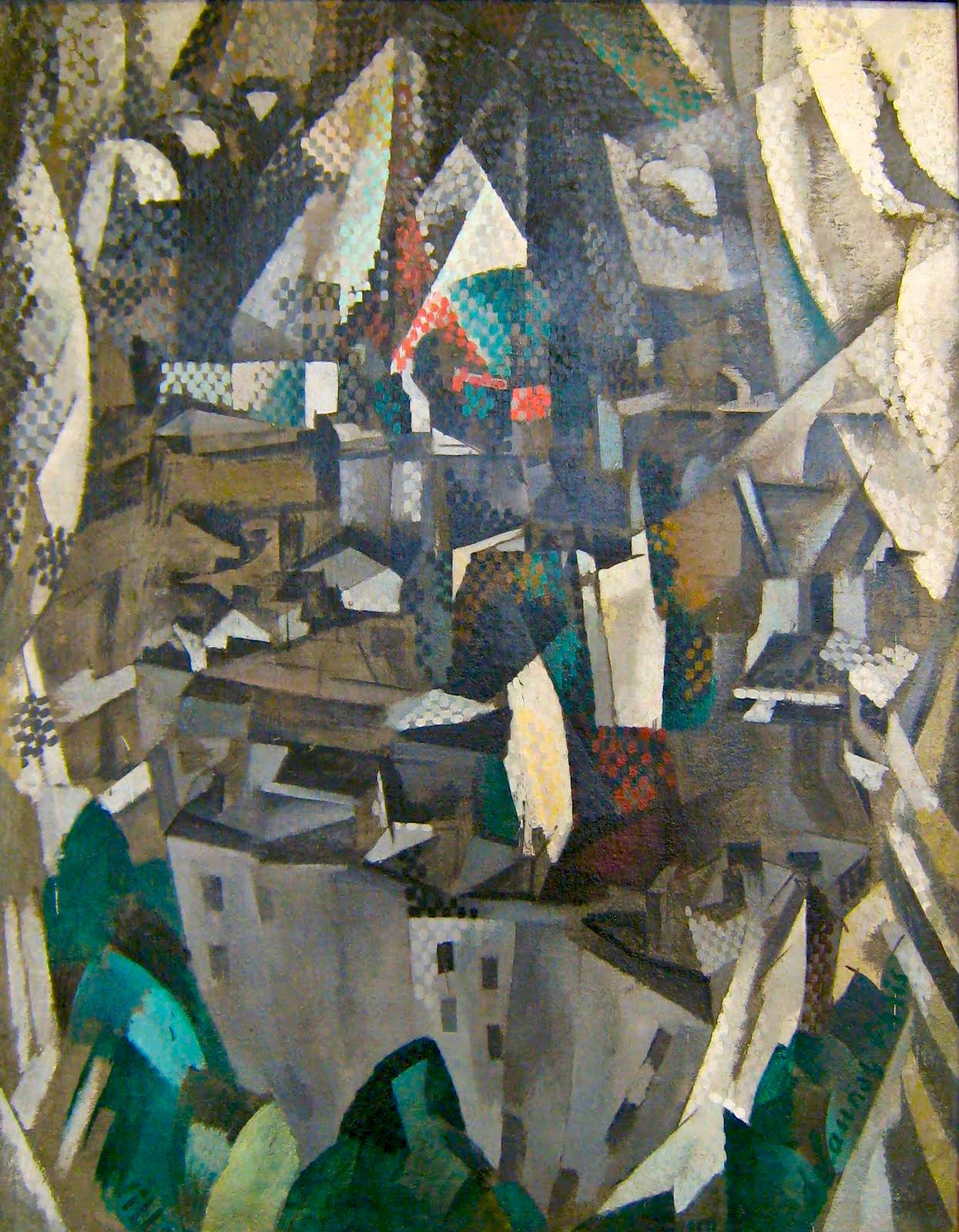
Robert Delaunay, 1910, La Ville no 2, huile sur toile (146 x 114 cm), Musée national d'Art moderne, Centre Georges-Pompidou, Paris.

De 1910 à 1912, Braque et Picasso resserrent leur collaboration et forment ce que Braque désignera sous le nom de « cordée Braque-Picasso ». Les deux peintres appliquent leurs découvertes simultanément, non seulement aux paysages, mais aussi aux natures mortes et à la figure humaine. Certains de leurs tableaux ne sont volontairement pas signés pour que l'on ne puisse les attribuer ni à l'un ni à l'autre. Braque développe vers 1911 la technique dite des papiers collés.
Ces deux peintres affirment une rupture avec la vision classique déjà entamée depuis trois ans, ce que l'on nommera le « cubisme analytique ». Ils abandonnent l'unicité de point de vue du motif pour en introduire de multiples sous des angles divers, juxtaposés ou enchevêtrés dans une même œuvre. Ils s'affranchissent de la perspective pour donner une importance prépondérante aux plans dans l'éclatement des volumes.
Lors de cette deuxième phase, l'objet est construit selon l'inversion de la perspective et toutes ses facettes sont représentées en fragments. Cette période de recherche se caractérise par un chromatisme très peu saturé (gris, brun, vert, bleu terne). En revanche, la lumière occupe une place très importante et elle se répartit de manière différente sur chaque fragment. Le cubisme analytique concerne essentiellement Georges Braque avec Broc et Violon, 1909-1910, huile sur toile (117 × 75 cm), Kunstmuseum (Bâle), Violon et Palette (92 × 43 cm) et Piano et Mandore (92 × 43 cm), Musée Solomon-R.-Guggenheim, et Pablo Picasso avec Le Joueur de guitare, en 1910.

### Le groupe de Puteaux («Section d'or»)
Le groupe de Puteaux, également connu sous l'appellation Section d'Or, mène alors des recherches parallèles,.

### Le cubisme synthétique (1912-1914)

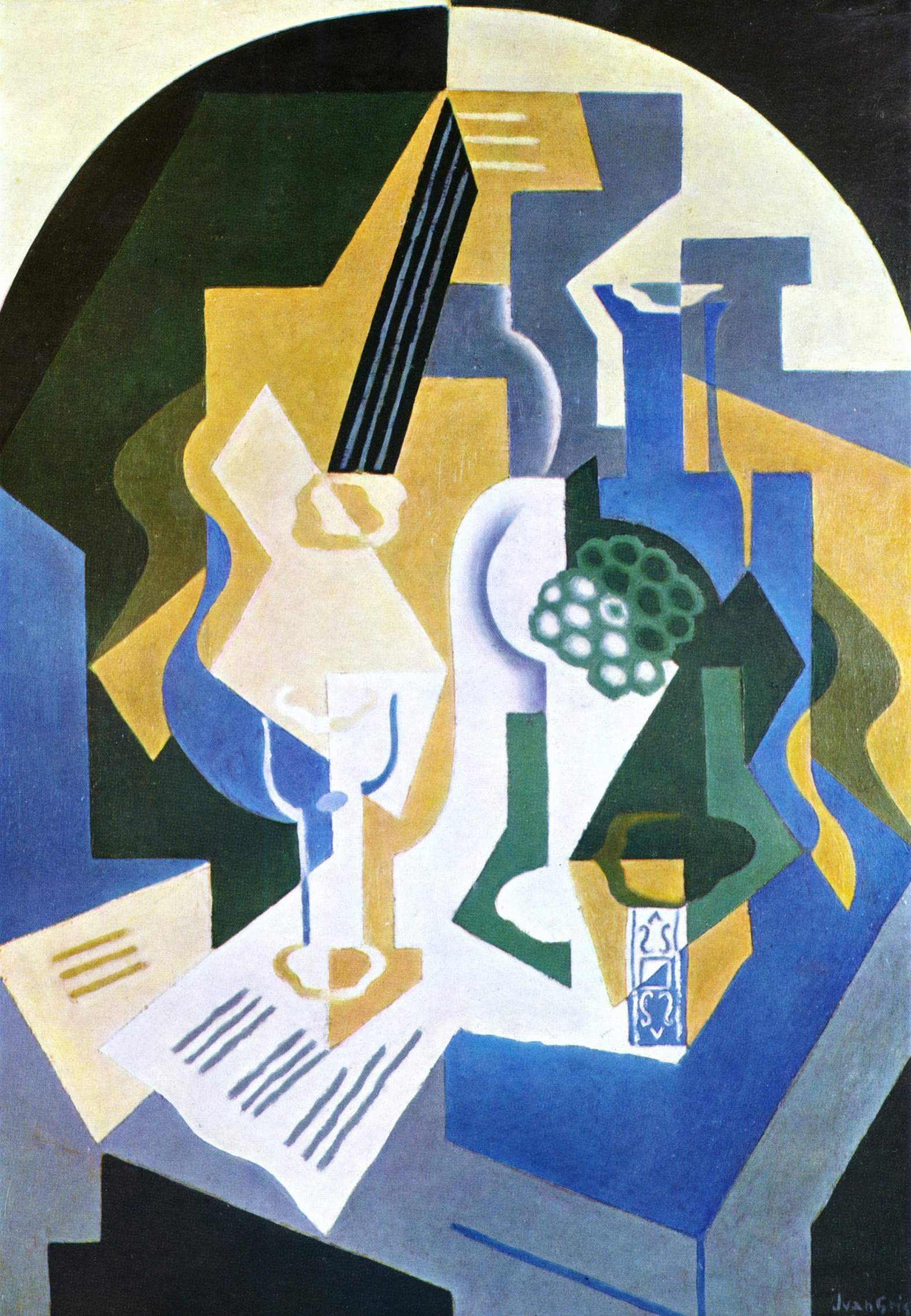
Juan Gris, Nature morte au plat de fruits et à la mandoline, 1919, 92 × 65 cm), Fondation Beyeler, Bâle.

La période du cubisme synthétique est caractérisée par le retour de la couleur et par l'utilisation de la technique des papiers, compositions picturales formées de plusieurs matières. Le premier papier collé est une œuvre de Georges Braque : Compotier et verre, 1912 (60,8 × 45,7 cm). C'est le prototype d'une invention qui apparait comme telle dans le contrat signé avec Kahnweiler le 30 novembre 1912. Braque lui accorde l'exclusivité de cette production décrite comme des « dessins avec papier bois marbre ou tout autre accessoire ». Le peintre sélectionne les facettes les plus pertinentes de l'objet déconstruit (contrairement à la première phase, où il n'y a pas de sélection). Des éléments de la réalité sont réintroduits, notamment par le collage de papiers ou donnant des indications de matière à l'objet représenté. L'utilisation de matériaux imitant le faux bois, le marbre, l'introduction d'éléments de mercerie fait de ces tableaux des compositions que Picasso adopte à son tour, dès l'année suivante : Guitare et Bouteille de Bass, 1913, ou encore La Clarinette de Georges Braque en 1912, qui annonce ainsi l'étape suivante du cubisme synthétique, avec une utilisation du collage, des couleurs et de la matières utilisés afin de construire l'image.
Braque va approfondir cette technique avec notamment Juan Gris et Henri Laurens, lorsque la « cordée Braque-Picasso » prendra fin,,. L'aventure cubiste avec Picasso s'arrête quand, en 1914, Braque est mobilisé pour la guerre.

### Le cubisme orphique ou l'orphisme (1914-1921)
« Cubisme orphique » est le nom donné par Guillaume Apollinaire à propos des œuvres des deux principaux représentants de cette forme de peinture qu'il est le seul à rattacher au cubisme, Robert Delaunay et sa femme Sonia Delaunay. Robert et Sonia avaient créé le Salon des réalités nouvelles à la galerie Charpentier, en 1939, dans le but de marquer, selon Sonia Delaunay, « la fin du rackett [sic] » des surréalistes. Dans leurs œuvres, la couleur se détache de toute forme et permet la création de cercles concentriques colorés, donnant rythme et vitesse au tableau,. Mais ce terme n'a aucun rapport avec le cubisme. C'est une des multiples inventions d'Apollinaire, qui, selon Michel Laclotte, ne savait pas très bien de quoi il parlait en inventant ce mot, qui ne correspond à aucun courant.

## Dans les autres arts

### La sculpture cubiste

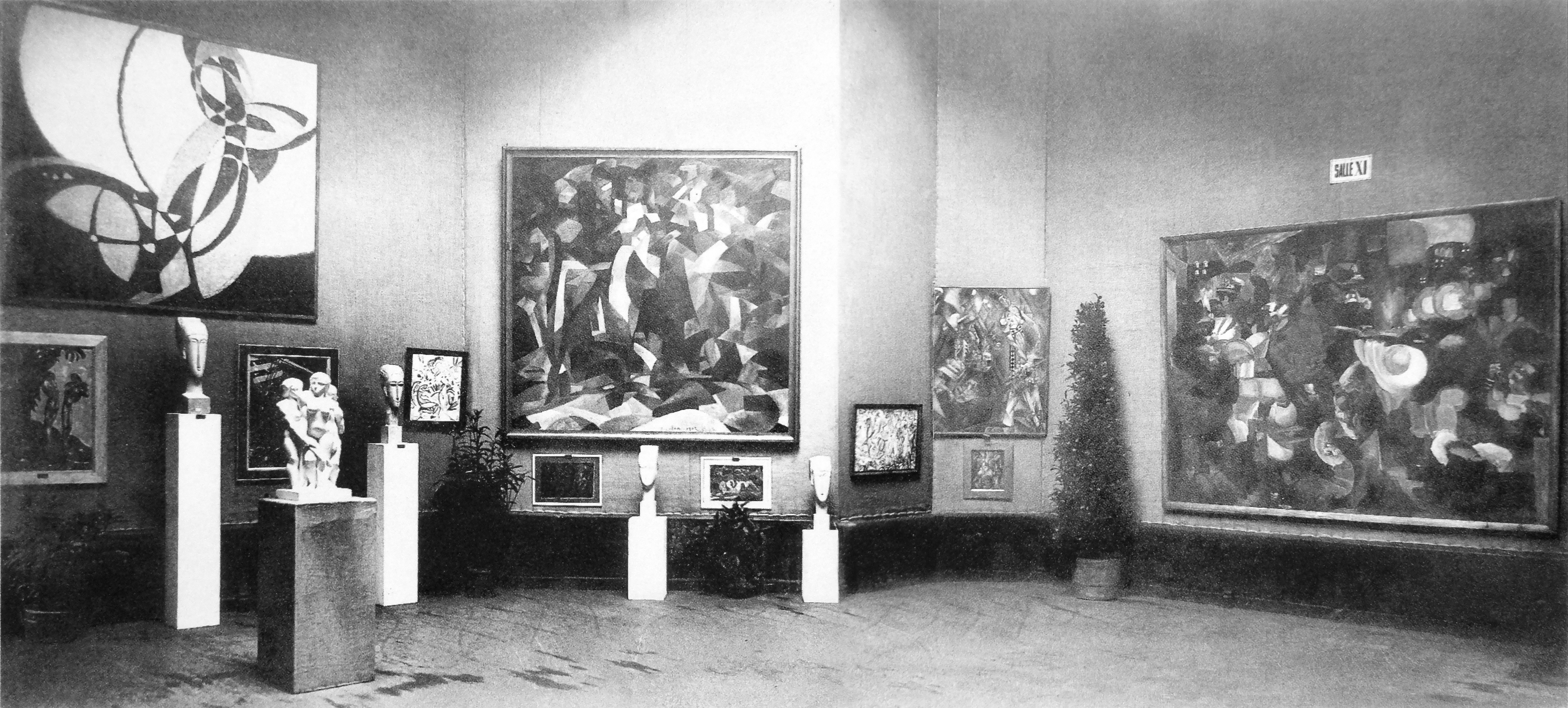
Salon d'automne de 1912, Paris, Grand Palais, 1er octobre au 8 novembre. Sculpture cubiste de Joseph Csaky, Groupe de femmes (1911-1912) à gauche, en face de deux sculptures signées Amedeo Modigliani. Des tableaux de Jean Metzinger, František Kupka, Francis Picabia et Henri Le Fauconnier sont exposés.

Si le fruit des recherches cubistes de Picasso concerne d'abord la peinture, dès 1909, La Tête de Fernande, en bronze, représente la version en trois dimensions du cubisme analytique. Pourtant, Picasso, insatisfait, constate que cette tentative n'est qu'une « simple illusion sculptée » de la peinture cubiste. Il cesse donc de sculpter jusqu'en 1912, année où il commence une petite série de Guitares, contemporaine du cubisme synthétique. Il y propose une solution audacieuse et radicalement novatrice reposant sur l'assemblage et l'articulation de matériaux pauvres et hétérogènes (carton, papier, ficelle), appelée à un grand avenir.
Après Picasso, Alexandre Archipenko et Joseph Csaky adhèrent au cubisme en 1911. Jacques Lipchitz est, avec son ami Henri Laurens, le sculpteur le plus typique du cubisme auquel il adhère en 1913. Dans sa phase cubiste, il produit des œuvres aux contours nets et rectilignes qui s'adouciront par la suite. D'autres sculpteurs comme Henri Gaudier-Brzeska, Raymond Duchamp-Villon, Pablo Gargallo et Ossip Zadkine sont typiques de l'évolution de la sculpture cubiste vers de nouvelles tendances : section d'or, orphisme, purisme… Duchamp-Villon, notamment, est l'auteur d'un projet de « Maison cubiste », avec André Mare et d'autres artistes. Il introduit la notion de mouvement dans son Cheval majeur, produisant l'impression d'une machine vivante. Avec Cheval majeur, il rejoint les préoccupations futuristes.

### L'architecture cubiste

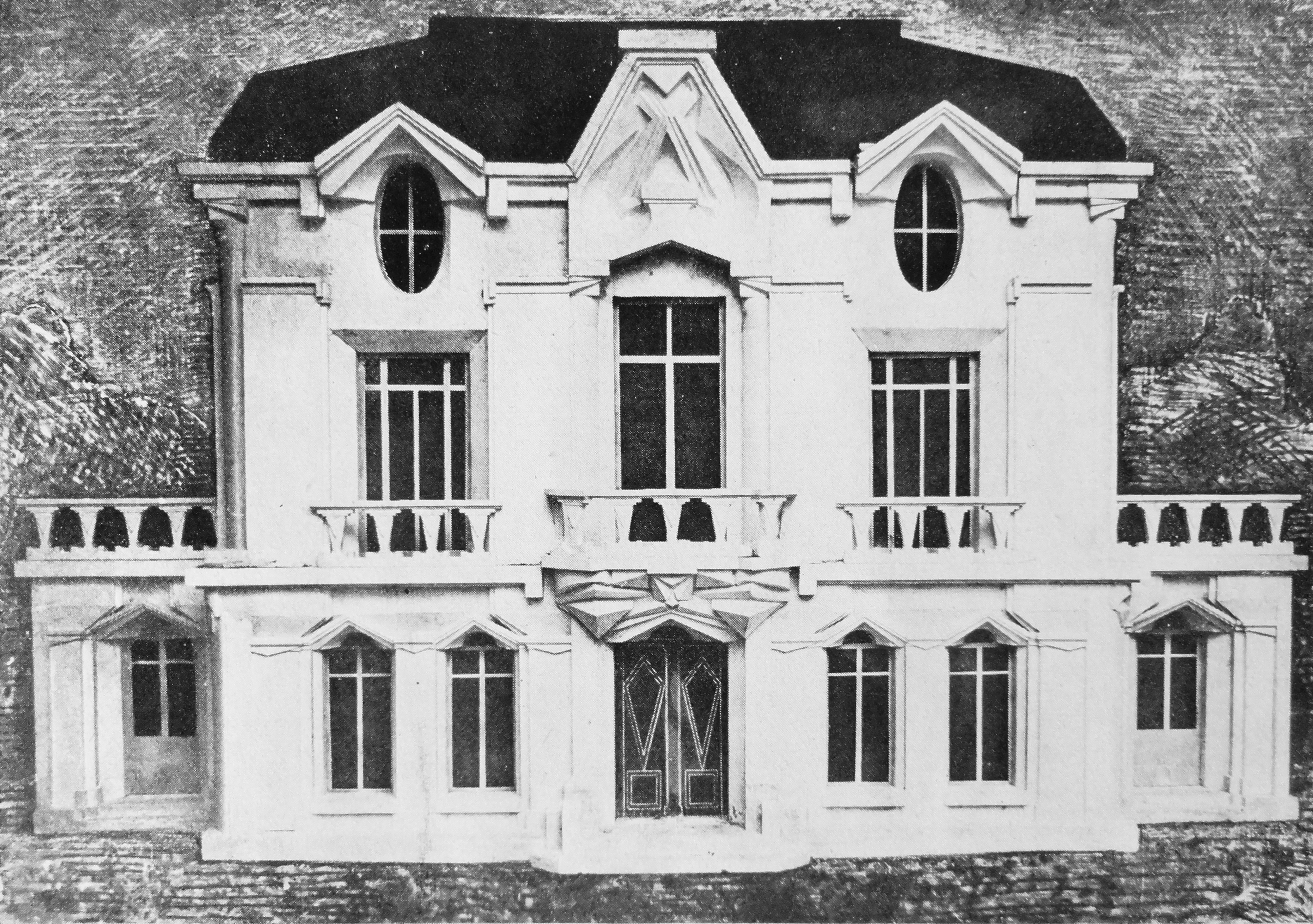
Raymond Duchamp-Villon, 1912, Projet d'hôtel, maquette de la façade de La Maison cubiste, publié dans Les Peintres cubistes. Méditations esthétiques de Guillaume Apollinaire en 1913.

### Influence en littérature et en musique
L'influence du cubisme sur la littérature peut notamment se sentir dans le recueil Alcools d'Apollinaire (paru en 1913). Dans ce dernier, le mélange des temps, l'enchevêtrement des figures de style et le manque de ponctuation font ressortir une instabilité émotionnelle qui se traduit par l'émergence de différents points de vue au sein même des poèmes : le lecteur ne sait plus qui est le sujet, de quoi on parle, ni le sens du texte. Cela accentue un sentiment de liberté et la pression qu'exerce l'alcool sur le poète. De plus, Apollinaire était un grand ami de Picasso, figure majeure du cubisme, et dans ce recueil, plusieurs poèmes lui sont dédiés.
Le ballet Parade, créé le 18 mai 1917 au théâtre du Châtelet par la compagnie des Ballets russes, est considéré comme étant le premier ballet cubiste. Il s'agit d'une œuvre collaborative de Jean Cocteau (livret), Pablo Picasso (décors, costumes et rideau de scène), Erik Satie (musique) et Léonide Massine (chorégraphie).

## Techniques et aspects stylistiques
Selon John Golding, historien de l'art et spécialiste du cubisme, « le cubisme est un langage pictural absolument original, une façon d'aborder le monde totalement neuve, et une théorie esthétique conceptualisée. On comprend qu'il ait pu imprimer une nouvelle direction à toute la peinture moderne. »
La peinture cubiste vise à explorer le paradoxe même de la peinture. Il s'agit de faire apparaître sur une toile à deux dimensions toute la complexité des volumes, d'éviter de figer le sujet et, par la même occasion, de construire une image qui soit aussi solide et durable que le sujet lui-même. Les artistes cubistes ont alors développé des techniques et des méthodes dans le but d'atteindre leurs objectifs.
Parmi elles, la plus employée est la technique qui consiste à multiplier les points de vue sur un sujet, le tout dans la même toile. Cette méthode est mise au point vers 1909. Une autre nouveauté est l'emploi assez fréquent de tableaux de forme ronde ou ovale (Braque, Femme à la mandoline, 1910). Ce choix s'oppose directement au classique et à l'académisme pictural.
Au début de 1910, Georges Braque commence à introduire dans ses toiles des éléments de trompe-l'œil et des imprimés. Cette technique a alors un grand succès auprès des artistes cubistes. Dans la recherche intellectuelle et artistique des œuvres apparaissent des éléments du réel. Néanmoins, cette technique souligne bien le paradoxe de la peinture si cher aux cubistes. L'apparence concrète vient se mêler aux concepts qui sont, eux, immatériels. Dans les années qui suivent, Picasso invente la technique du « collage » et Braque celle du « papier collé ».

## Le cubisme dans l'histoire de l'art

### Vers l'abstraction
Le cubisme, comme le souligne Apollinaire dans Les Peintres cubistes. Méditations esthétiques (1913), a ouvert la voie de l'abstraction (orphisme, suprématisme, futurisme, rayonnisme, Bauhaus) et de l'art conceptuel (dada), bien que le cubisme n'ait pas produit d'œuvres totalement dénuées de lien avec la réalité. D'une façon plus générale, presque tous les artistes importants qui réussiront à trouver un style personnel avant la Première Guerre mondiale seront passés à un moment ou à un autre par une phase cubiste (Marcel Duchamp, Francis Picabia, František Kupka, Robert Delaunay, Piet Mondrian, Léopold Survage, Kurt Schwitters, Alfréd Réth).[Information douteuse]

### Les courants voisins du cubisme
Le cubisme, qui décompose les objets, est proche de quatre mouvements :
- le futurisme, qui décompose le mouvement ;
- l'orphisme, qui décompose la lumière et « se fixe pour tâche la création d'un mouvement par le dynamisme de la couleur »[30] ;
- le suprématisme, qui revendique « la suprématie du geste créateur, traduite par celle de la forme pure »[31] : le carré, le cercle et la croix ; et le constructivisme russe ;
- le rayonnisme, qui « retient les principes formels du futurisme, mais en élimine le message social et idéologique »[32].

### En Tchécoslovaquie
L'un des pays où le cubisme s'est particulièrement répandu est la Tchécoslovaquie. Les artistes tchécoslovaques, pour des raisons nationalistes, tentent d'échapper au Sezessionsstil viennois et au Jugendstil allemand et regardent obstinément du côté de Paris. Si Alfons Mucha fait encore partie de la « vieille garde » de l'Art nouveau, d'autres comme Josef Čapek, Antonín Procházka, Emil Filla, Toyen, Vincenc Beneš ou Bohumil Kubišta au nom prédestiné adoptent sans attendre et avec enthousiasme les concepts cubistes.[réf. nécessaire]

- ameublement avec Vlastislav Hoffman ou Josef Gočár ;
- arts décoratifs avec le sculpteur Otto Gutfreund ou l'association artistique Artěl qui promeut la création artistique cubiste (verrerie, porcelaine, reliure…) ;
- architecture surtout avec Josef Gočár, Pavel Janák, Josef Chochol.

## Principaux représentants
- Guillaume Apollinaire
- Alexander Archipenko
- Alice Bailly
- María Blanchard
- Constantin Brancusi
- Georges Braque
- Joseph Csaky
- Robert Delaunay
- Sonia Delaunay
- Tour-Donas
- Marcel Duchamp
- Raymond Duchamp-Villon
- Maurice Esmein
- Henri Le Fauconnier
- Roger de La Fresnaye
- Albert Gleizes
- Emmanuel Gondouin
- Nathalie Gontcharova
- Juan Gris
- Alice Halicka
- Rena Hassenberg
- Auguste Herbin
- Mamdouh Kashlan
- Irène Lagut
- Marie Laurencin
- Henri Laurens
- Marthe Laurens (de)
- Fernand Léger
- Tamara de Lempicka
- Sonia Lewitska
- Jacques Lipchitz
- André Lhote
- Louis Marcoussis
- Marevna
- Jean Metzinger
- Piet Mondrian
- Hélène Oettingen
- Chana Orloff
- Pablo Picasso
- Lioubov Popova
- Samir Rafi
- Alfred Reth
- Jeanne Rij-Rousseau
- Marie Vassilieff
- Jacques Villon
- André Mare